# Корольов Михайло Антонович
Михайло Антонович Корольов (12 вересня 1931, місто Алма-Ата, тепер місто Алмати, Республіка Казахстан — 28 січня 2016, місто Москва) — радянський державний діяч, начальник Центрального статистичного управління СРСР, голова Державного комітету СРСР із статистики. Кандидат у члени ЦК КПРС у 1986—1990 роках. Депутат Верховної Ради СРСР 11-го скликання. Доктор економічних наук (1966), професор (1967), академік Міжнародної академії інформатизації, академік Академії проблем безпеки, оборони і правопорядку Російської Федерації, дійсний член Міжнародного статистичного інституту.

## Життєпис
Народився в родині службовця. У дитинстві проживав у Туркменській РСР і Узбецькій РСР. Середню освіту здобув у місті Баку (Азербайджанська РСР).
У 1954 році закінчив Московський інститут народного господарства імені Плеханова.
У 1954—1956 роках — асистент Московського інституту народного господарства імені Плеханова.
У 1956—1959 роках — асистент, у 1959—1966 роках — доцент, старший науковий співробітник, завідувач кафедри Московського економіко-статистичного інституту. У 1961/1962 навчальному році стажувався в Мічиганському університеті США.
Член КПРС з 1960 року.
У 1966—1971 роках — ректор Московського економіко-статистичного інституту.
У 1972—1975 роках — заступник начальника, у 1975—1985 роках — 1-й заступник начальника Центрального статистичного управління СРСР.
2 грудня 1985 — 8 серпня 1987 року — начальник Центрального статистичного управління СРСР.
8 серпня 1987 — 7 червня 1989 року — голова Державного комітету СРСР із статистики.
З липня 1989 року — персональний пенсіонер союзного значення в Москві.
У 1991 році — радник прем'єр-міністра СРСР.
У 1992—2009 роках — голова Статистичного комітету Співдружності незалежних держав (СНД) (з 1995 року — Міждержавний статистичний комітет СНД). З 2010 року — заступник голови Міждержавного статистичного комітету СНД.
Брав активну участь в роботі Групи алгоритмічних мов Академій наук країн РЕВ (1964—1968), Постійної комісії РЕВ по співпраці в області статистики (1972—1989), Конференції європейських статистиків ЄЕК ООН (з 1974), Статистичної комісії ООН (з 1976), Міжнародного статистичного інституту (з 1981), Ради керівників статистичних служб СНД (з 1992).
Обирався головою Статистичної комісії ООН (1979—1981) і заступником голови (1976—1979 і 1989—1991), входив до складу Ради Міжнародного статистичного інституту (1987—1991).
Почесний професор Московського державного університету економіки, статистики та інформатики. Почесний професор Всеросійського заочного фінансово-економічного інституту (2011). Почесний професор Сианьського статистичного інституту КНР.
Помер 28 січня 2016 року в Москві.

## Нагороди і звання
- два орден Трудового Червоного Прапора (1971, 1986)
- орден Дружби народів (1979)
- орден Дружби (Російська Федерація) (2002)
- медаль «За доблесну працю. В ознаменування 100-річчя з дня народження Володимира Ілліча Леніна»
- медаль «Ветеран праці»
- медалі
- заслужений діяч науки Російської РФСР